# Aicha Belassir Khayati
Aicha Belassir Khayati (Túnez, 1980) es una experta en organizaciones no lucrativas y en economía social y solidaria. Es directora general de la Economía Social y de la Responsabilidad Social de las Empresas del Gobierno de España desde diciembre de 2023.

## Biografía
Belassir se licenció en Lenguas y Literaturas Extranjeras en la Universidad de Turín, Italia, y cuenta con el máster en Gestión Directiva de Organizaciones no Lucrativas por la Universidad Nacional de Educación a Distancia (UNED).
A lo largo de su carrera profesional, ha desempeñado los cargos de secretaria ejecutiva de la Red Intercontinental de Economía Social y Solidaria (RIPESS) y coordinadora de Empresas de Inserción en la Asociación Semilla entre 2006 y 2013. Igualmente ha ejercido como representante en la Red de Inclusión Social, como consejera del Consejo de Desarrollo Sostenible  y como vicepresidenta de la Red Europea de Empresas de Integración Social (ENSIE).
Fue directora de la Federación de Asociaciones de Empresas de Inserción (FAEDEI) entre 2017 y 2022. Asumió diferentes cargos en el Consejo de Fomento de la Economía Social, el Consejo de Desarrollo Sostenible, la Red de Inclusión Social y la Red Europea de Empresas de Integración Social.
Desde 2023 forma parte del Grupo de Trabajo de Mujeres Líderes de la Economía Social y ese año fue destacada como 'Top 100 MujerES LíderES' de la Empresa Social e Innovación 2023 en Europa.
Fue nombrada directora general de la Economía Social y de la Responsabilidad Social de las Empresas (RSE), dependiente de la Secretaría de Estado de Economía Social, creada en diciembre de 2023 y encargada a Amparo Merino Segovia. Belassir toma el relevo a Maravillas Espín Sáenz dentro del nuevo organigrama del Ministerio de Trabajo y Economía Social, cuya titular es de nuevo Yolanda Díaz.

## Reconocimientos
- 2023. 'Top 100 MujerES LíderES' de la Empresa Social e Innovación en Europa.
- 2023. Integrante del Grupo Motor de las mujeres líderes de Economía Social promovido por el Ministerio de Trabajo y Economía Social de España.